# St. Anna (Walheim)

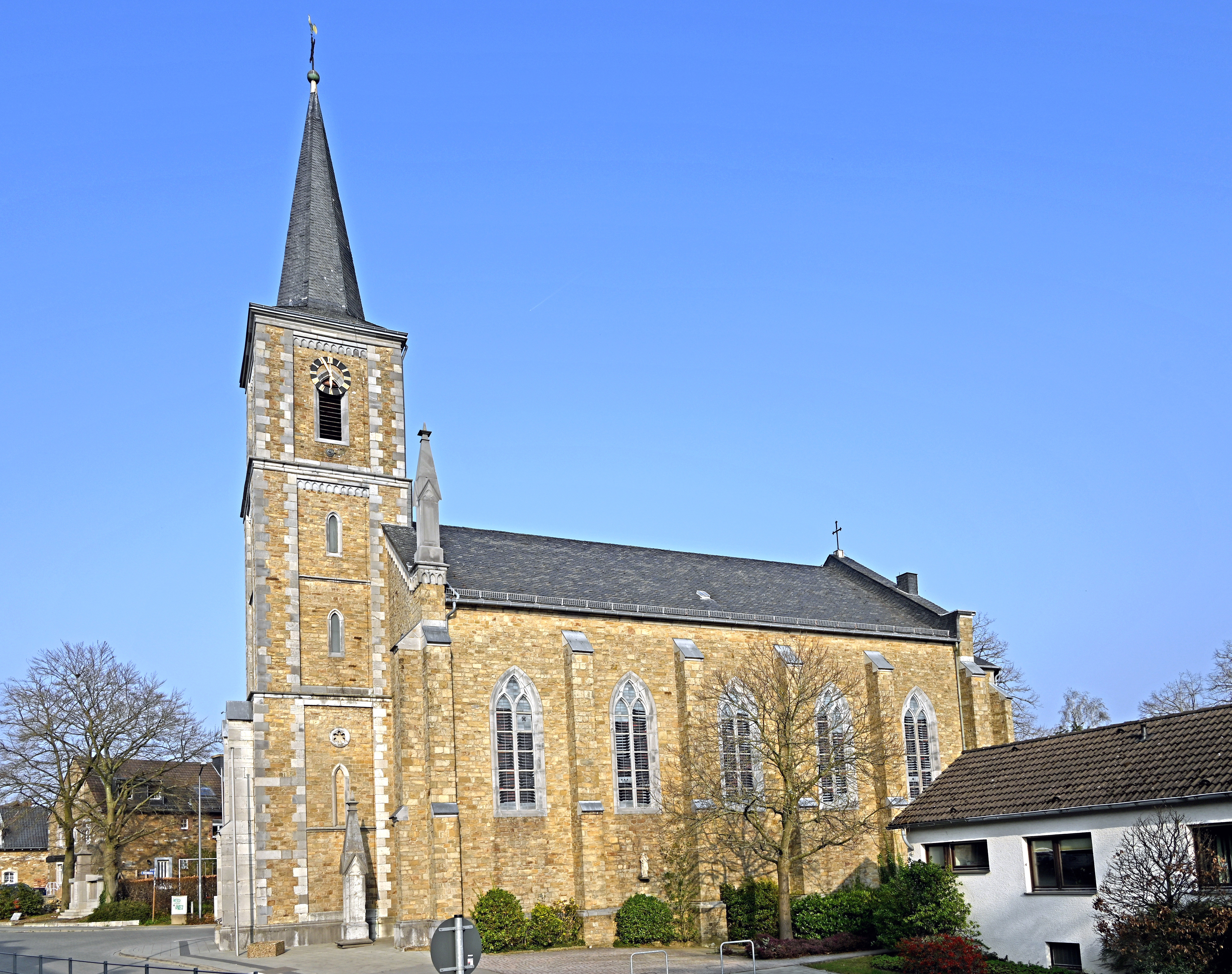
St. Anna in Walheim

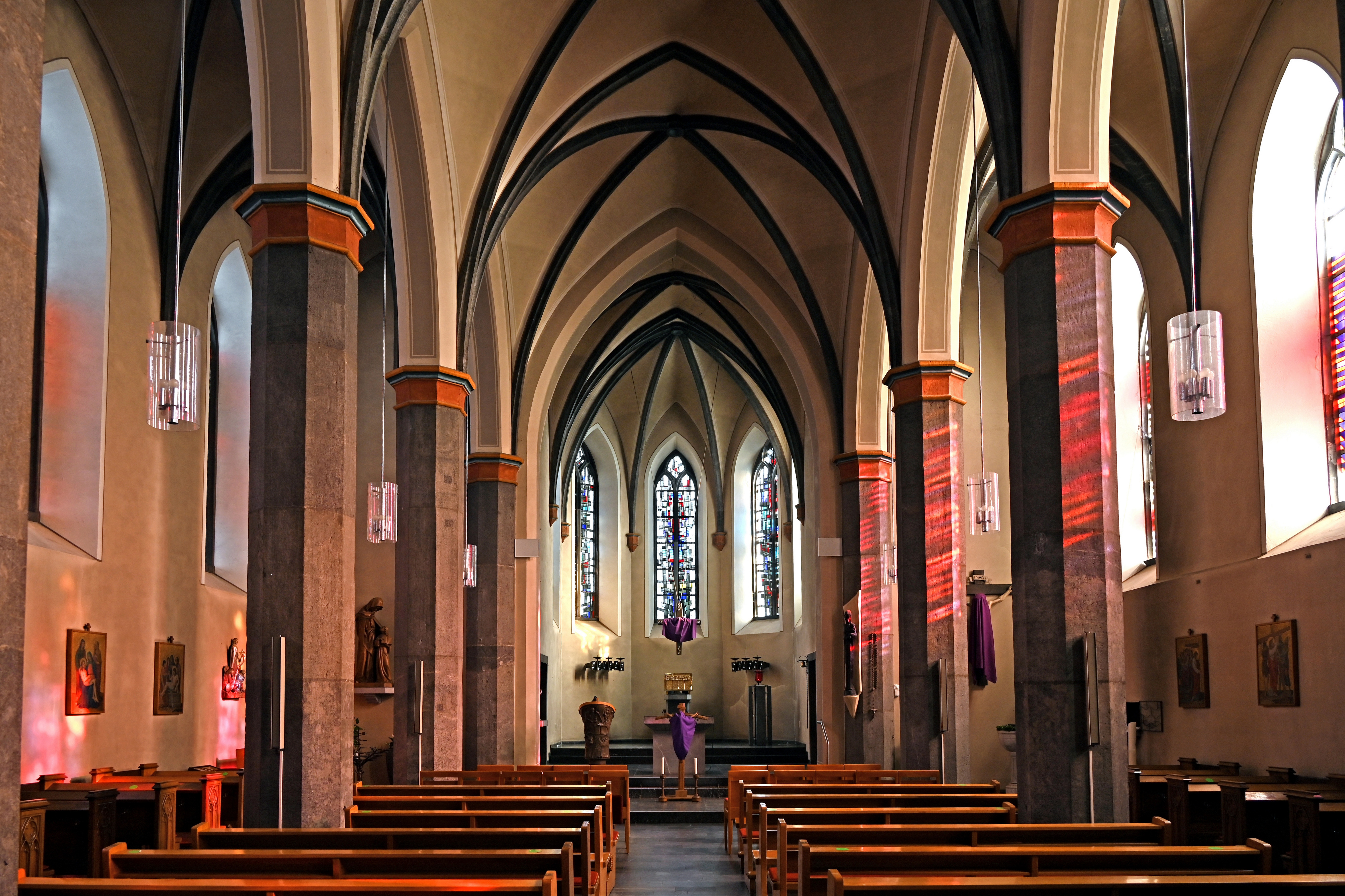
Innenraum

St. Anna ist eine römisch-katholische Pfarrkirche in Walheim, einem Stadtteil der Stadt Aachen in der Städteregion Aachen in Nordrhein-Westfalen. Sie wurde zwischen 1859 und 1861 nach Plänen von Johann Peter Cremer erbaut.
Die Kirche ist als Baudenkmal in die Liste der Baudenkmäler in Aachen eingetragen.

## Geschichte
Walheim gehörte ursprünglich zur Pfarre Kornelimünster. Aufgrund des beschwerlichen Weges zur etwa 3 km entfernten Pfarrkirche nach Kornelimünster wurde 1754 eine eigene Kirche in Walheim erbaut. Den Grundstein hierzu legte der damalige Abt von Kornelimünster, Pater Ludwig von Sickingen, am 23. April 1754. Bereits ein Jahr später, 1755, war das erste eigene Gotteshaus von Walheim fertiggestellt. Endgültig losgelöst von der Mutterpfarre Kornelimünster wurde Walheim schließlich mit der Erhebung zur eigenständigen Pfarrei im Jahr 1804. Der neuen Pfarre wurde neben Walheim auch die Ortschaft Schmithof zugeteilt. Schmithof wurde 1913 selbst eigenständig und von Walheim abgetrennt.
Schon Mitte des 19. Jahrhunderts war die barocke Kirche baufällig und zu klein geworden, sodass ein Kirchenneubau in unmittelbarer Nähe beschlossen wurde. Die Pläne für die neue Kirche lieferte der Aachener Architekt Johann Peter Cremer. 1859 begann man mit den Bauarbeiten, im Verlauf des Jahres 1861 war die heutige Pfarrkirche fertiggestellt. Die Benedizierung und Indienststellung erfolgte Ende Mai 1862. Die alte Kirche wurde 1863 abgerissen. Die feierliche Kirchweihe fand am 20. Juni 1868 statt. Eine nahezu baugleiche Kirche, ebenfalls von Johann Peter Cremer geplant, befindet sich in Breinig mit der Kirche St. Barbara.

## Baubeschreibung
St. Anna ist eine dreischiffige und fünfjochige Hallenkirche im Stil der Neugotik aus Bruchsteinen mit einem fünfseitig geschlossenen Chor im Osten und einem vorgebauten, viergeschossigen Glockenturm im Westen.

## Ausstattung
Der Altar und der Ambo sind Werke des Aachener Künstlers Peter Geulen, aus dem Jahr 1961, überarbeitet 1987.  Die Buntglasfenster aus dem Jahr 1973 schuf der Aachener Künstler Johannes Richtstätter. Die Orgel ist ein Werk der Aachener Orgelbauanstalt Karl Bach aus dem Jahr 1958 mit 20 Registern auf zwei Manuale und Pedal verteilt.

## Glocken
Im Glockenturm befindet sich ein vierstimmiges Bronze-Geläut der Glockengießerei Mabilon aus Saarburg.
| Nr. | Name      | Gussjahr | Gießer                                               | Durchmesser (mm) | Gewicht (kg, ca.) | Schlagton (HT-1/16) | Inschrift |
| --- | --------- | -------- | ---------------------------------------------------- | ---------------- | ----------------- | ------------------- | --- |
| 1   | Anna      | 1981     | Wolfgang Hausen-Mabilon, Fa. Mabilon & Co., Saarburg | 1170             | 1000              | f′ +–0              | ST. ANNA IST MEIN NAME, GIB HERR, DASS ES MIR SEI BESCHIEDEN, DEIN LOB ZU SINGEN IN DAUERNDEN FRIEDEN. GESTIFTET 1979 VON ANNA KREISCHEN WALHEIM 1981 |
| 2   | Joseph    | 1981     | Wolfgang Hausen-Mabilon, Fa. Mabilon & Co., Saarburg | 980              | 580               | as′′ +1             | ST. JOSEF HEISS ICH, UNSER WALHEIM BESCHÜTZ ICH, ALS SCHIRMHERR DER KIRCHE VON GOTT BESTELLT, ERFLEH ICH UNSEREN TOTEN RUHE IN GOTTES WELT. GESCHENK DER PFARRFAMILIE ZUR HL. MUTTER ANNA, ANLÄSSLICH DES 40 JÄHRIGEN PRIESTERJUBILÄUMS IHRES PASTORS JOSEF SCHROIFF 1 9 8 0 WALHEIM 1981 |
| 3   | Apollonia | 1981     | Wolfgang Hausen-Mabilon, Fa. Mabilon & Co., Saarburg | 870              | 400               | b′ +2               | APOLLONIA BIN ICH GENANNT, LÄUT GOTTES LOB ÜBER WALHEIMS LAND, ICH STARB FÜR UNSEREN GLAUBEN, DEN LASST AUCH IHR EUCH NIEMALS RAUBEN. STIFTUNG VON EVANGELISCHEN UND KATHOLISCHEN CHRISTEN WALHEIM 1981                                                                                   |
| 4   | Theresia  | 1981     | Wolfgang Hausen-Mabilon, Fa. Mabilon & Co., Saarburg | 780              | 280               | c′′ +2              | DEN NAMEN THERESIA TRAGE ICH, IN DIESEN NAMEN RUFE ICH, IM LEBEN, DAS DIR ZUGEMESSEN, SOLLST DU DAS DANKEN NIE VERGESSEN. STIFTUNG AUS DEM NACHLASS DER THERESIA MENNICKEN WALHEIM 1981                                                                                                   |

## Pfarrer
Folgende Priester wirkten bislang als Pastor an St. Anna:
| von – bis | Name                   |
| --------- | ---------------------- |
| 1804–1806 | Johann Wilhelm Otten   |
| 1921–1958 | Heinrich Franzen       |
| 1958–1983 | Josef Schroiff         |
| 1983–2000 | Heinz-Josef Lambertz   |
| 2003–2013 | Hans Georg Schornstein |
| 2013–2020 | Ewald Vienken          |
| Seit 2023 | Andreas Möhlig         |